# Krolevets (huyện)
Huyện Krolevets (tiếng Ukraina: Кролевецький район, chuyển tự: Krolevetss'kyi raion) là một huyện của tỉnh Sumy thuộc Ukraina. Huyện Krolevets có diện tích 1284 kilômét vuông, dân số theo điều tra dân số ngày 5 tháng 12 năm 2001 là 46789 người với mật độ 36 người/km2. Trung tâm huyện nằm ở Krolevets.